# Беговичі
Беговичі (хорв. Begovići) — населений пункт у Хорватії, у Сисацько-Мославинській жупанії у складі міста Петриня.

## Населення
Населення за даними перепису 2011 року становило 58 осіб.
Динаміка чисельності населення поселення:

## Клімат
Середня річна температура становить 10,59 °C, середня максимальна – 24,78 °C, а середня мінімальна – -6,06 °C. Середня річна кількість опадів – 1023 мм.
| Клімат поселення                              | Клімат поселення | Клімат поселення | Клімат поселення | Клімат поселення | Клімат поселення | Клімат поселення | Клімат поселення | Клімат поселення | Клімат поселення | Клімат поселення | Клімат поселення | Клімат поселення | Клімат поселення |
| Показник                                      | Січ.             | Лют.             | Бер.             | Квіт.            | Трав.            | Черв.            | Лип.             | Серп.            | Вер.             | Жовт.            | Лист.            | Груд.            |                  |
| Середній максимум, °C                         | 6,77             | 8,56             | 12,91            | 17,18            | 21,62            | 24,78            | 24,01            | 23,43            | 19,89            | 15,06            | 9,48             | 5,10             |                  |
| Середня температура, °C                       | 0,35             | 2,15             | 6,49             | 10,75            | 15,21            | 18,35            | 20,12            | 19,56            | 16,02            | 11,20            | 5,62             | 1,23             |                  |
| Середній мінімум, °C                          | −6,06            | −4,26            | 0,08             | 4,33             | 8,79             | 11,94            | 16,26            | 15,68            | 12,15            | 7,32             | 1,74             | −2,65            |                  |
| Норма опадів, мм                              | 63               | 62               | 71               | 84               | 89               | 99               | 91               | 92               | 93               | 95               | 103              | 81               |                  |
| Середньомісячна швидкість вітру, м/с          | 1.74             | 1.90             | 2.30             | 2.20             | 2.00             | 1.80             | 1.80             | 1.66             | 1.65             | 1.74             | 1.80             | 1.82             |                  |
| Середньомісячна сонячна радіація, кДж/м²·день | 4348             | 7104             | 10756            | 15220            | 19384            | 21462            | 22619            | 19584            | 14500            | 9176             | 4867             | 3579             |                  |
| --------------------------------------------- | ---------------- | ---------------- | ---------------- | ---------------- | ---------------- | ---------------- | ---------------- | ---------------- | ---------------- | ---------------- | ---------------- | ---------------- | ---------------- |
| Джерело:                                      |                  |                  |                  |                  |                  |                  |                  |                  |                  |                  |                  |                  |                  |